# Гуляйпольский краеведческий музей
Гуляйпольский краеведческий музей (укр. Гуляйпільський краєзнавчий музей) — бывший районный краеведческий музей в городе Гуляйполе Запорожской области Украины, где были собраны материалы и предметы по этнографии и истории края, в частности, махновщины.

## Общая информация
Основан 11 декабря 1960 года. Здание музея построено в 1901 году как помещение банка «Общество взаимного кредита». В годы Великой Отечественной войны здесь находилась церковь. В послевоенное время — районный дом культуры, с 1989 года — здание музея.
Ежегодно музей посещали представители Германии, Польши, Италии, Канады, Америки, Франции. Особенно дружеские отношения были установлены с представителями Франции, поскольку именно там покоится прах Нестора Махно.

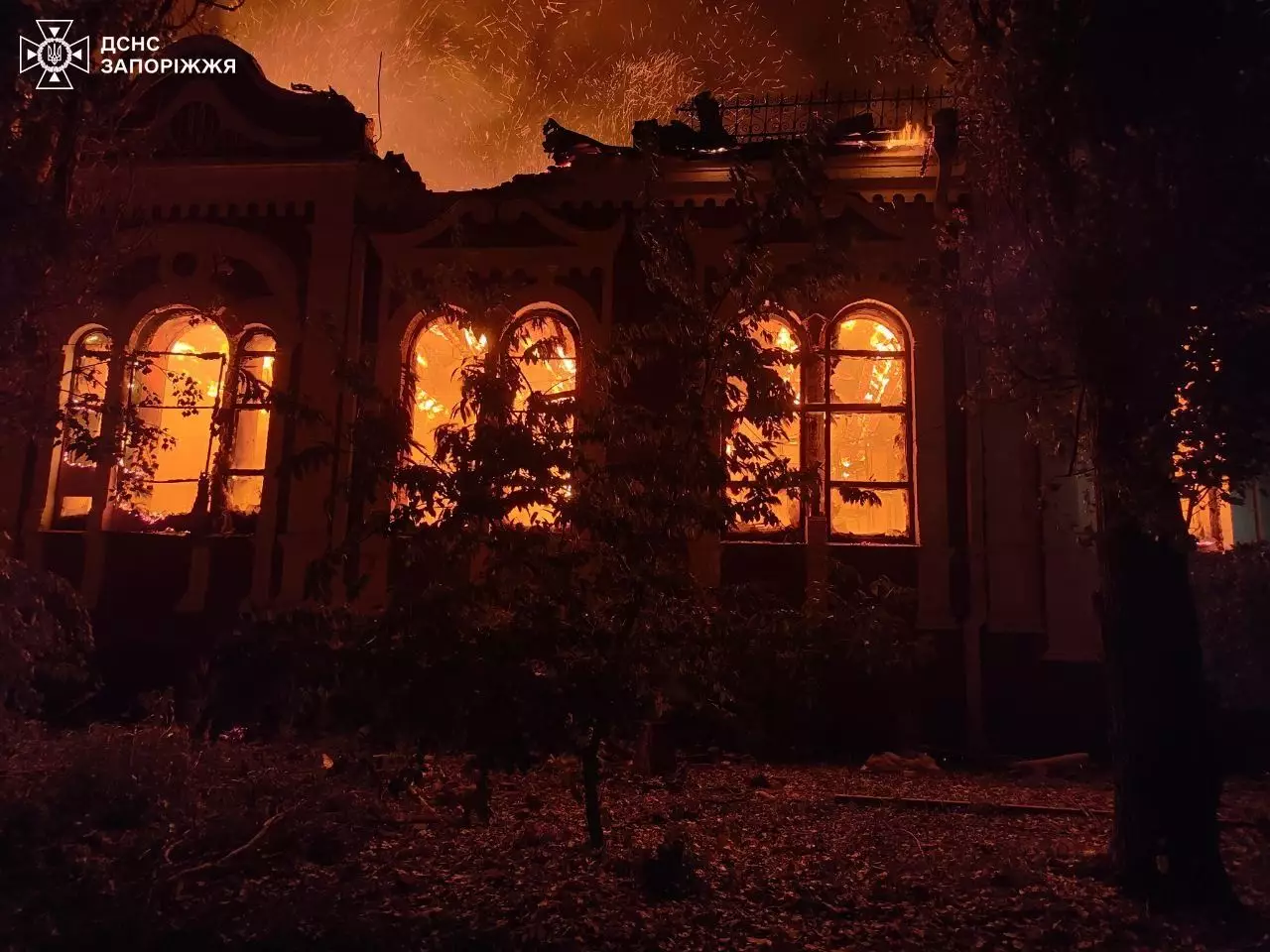
Музей после обстрела 24 августа 2024 года

В ночь на 24 августа 2024 года здание музея полностью сгорело от попадания российского снаряда. Экспонаты к тому времени были эвакуированы в Запорожский областной краеведческий музей. До этого в здание Гуляйпольского музея было ещё три попадания.

## Экспозиция
Фонды музея насчитывали 18 тысяч экспонатов в 9 разделах:
- археология;
- эпоха запорожского казачества;
- быт крестьянского и мещанского жилища;
- ремёсла Гуляйпольского края;
- период гражданской войны 1918—1920 г — самая большая и полная экспозиция;
- голодомор 1930-х годов;
- Великая Отечественная война;
- современность;
- писатели родного края.

Экспозиция периода Гражданской войны в большей мере освещала революционный путь Нестора Махно, руководителя повстанческого движения на юге Украины (1918—1921).